# 하이누웰레

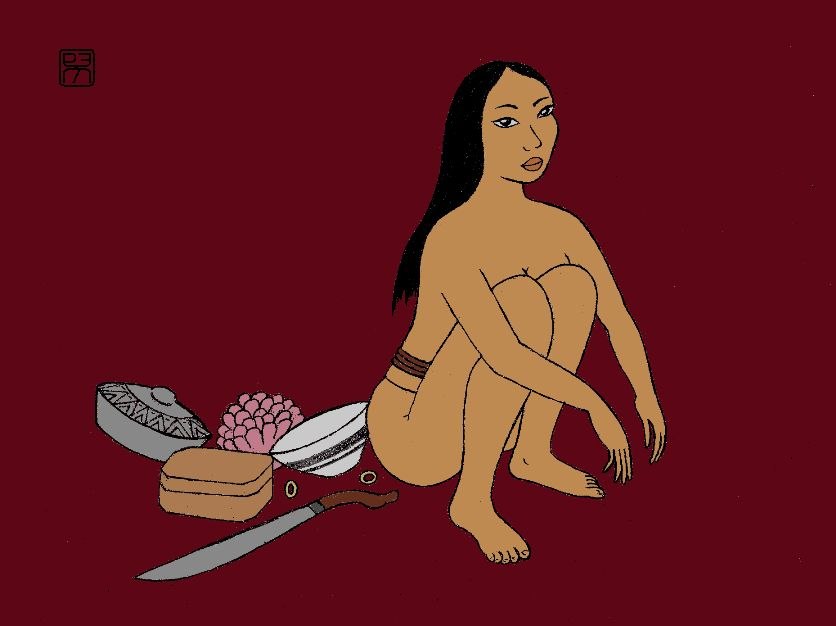

하이누웰레(Hainuwele)는 인도네시아 말루쿠 군도의 스람섬의 원주민들의 기원신화에 등장하는 존재다.
하이누웰레 신화는 1937년-38년에 말루쿠 군도를 탐사한 플로베니우스 기관 원정대에 참여한 독일인 민족학자 아돌프 엘레가르트 옌젠이 채록했다. 옌젠은 하이누웰레 신화를 연구하여 민족학에 데마 신이라는 개념을 도입했다.

## 같이 보기
- 카인과 아벨